# Rebelião de Brașov
A Rebelião de Braşov foi uma revolta contra as políticas econômicas de Nicolae Ceaușescu na Romênia comunista, que eclodiu no dia das eleições locais de 1987.

## Prelúdio
A partir do final de 1986, as sementes da Revolução Romena de 1989 foram semeadas, quando os trabalhadores de todo o país do bloco soviético se mobilizaram em protesto contra as políticas econômicas do líder comunista Nicolae Ceaușescu. Levantes trabalhistas surgiram nos principais centros industriais de Cluj-Napoca (novembro de 1986) e Nicolina, Iași (fevereiro de 1987), culminando em uma greve massiva em Brașov, uma das maiores cidades da Romênia. As medidas econômicas draconianas de Ceaușescu buscavam conter o consumo de alimentos e energia e reduzir os salários dos trabalhadores. 
Embora a Romênia tenha sido o último dos países do Pacto de Varsóvia a sucumbir à revolução em 1989, esse sentimento captura a volatilidade social e econômica da Romênia no final dos anos 1980. A Revolta de Braşov refletiu essa instabilidade; além disso, foi uma das primeiras revoltas públicas em grande escala contra o regime de Ceaușescu.
Localizada no sudeste da Transilvânia, Brașov era a cidade mais desenvolvida industrialmente da Romênia, com mais de 61% da mão de obra participando da indústria. Uma classe trabalhadora qualificada surgiu na década de 1960, quando o governo comunista encorajou migrações das regiões mais rurais da Romênia (como a Moldávia) para operar as fábricas de Brașov. Portanto, o declínio industrial na Europa Oriental em meados da década de 1980 atingiu Brașov e seus trabalhadores de forma especialmente dura.
O plano de redução da dívida de Ceaușescu iniciado em 1982 levou ao colapso do mercado consumidor da cidade. O dinheiro destinado à produção e distribuição de alimentos foi, por sua vez, desviado para o pagamento da dívida ao Bloco Ocidental. Portanto, o estado racionou alimentos e bens de consumo essenciais, levando a longas filas para os produtos mais básicos. É neste clima de depressão econômica e escassez de alimentos que a rebelião de Brașov eclodiu em 15 de novembro de 1987.

## Rebelião
No início da manhã de 15 de novembro, dia das eleições locais, os trabalhadores da fábrica local de Steagul Roșu (fabricante de caminhões) protestaram contra a redução dos salários e a proposta de eliminação de 15 000 empregos na cidade. Cerca de 20 000 trabalhadores saíram do trabalho e marcharam em direção à sede comunista no centro da cidade. Em primeiro lugar, os manifestantes expressaram em voz alta reivindicações salariais, depois gritaram slogans como "Abaixo Ceaușescu!", "Abaixo o comunismo!", cantando hinos da Revolução de 1848 "Abaixo a ditadura" e "Queremos pão".
Mais de 20 000 trabalhadores da Fábrica de Tratores Brasov [ro], da fábrica Hidromecanica e de vários habitantes da cidade se juntaram à marcha. A multidão combinada saqueou o prédio da sede e a prefeitura "jogando na praça retratos de Ceaușescu e comida da cantina bem abastecida". Em uma época de drástica escassez de alimentos, os manifestantes ficaram particularmente irritados ao encontrar prédios oficiais preparados festivamente e abundância de alimentos para comemorar a vitória nas eleições locais. Uma enorme fogueira de registros do partido e propaganda queimou por horas na praça da cidade.
Ao anoitecer, as forças da Securitate e os militares cercaram o centro da cidade e dispersaram a revolta pela força. Embora ninguém tenha sido morto, cerca de 300 manifestantes foram presos. Durante o período em que os manifestantes estavam detidos, eles foram torturados por investigadores estatais (Miliție e Securitate).
No entanto, como o regime decidiu minimizar o levante como "casos isolados de vandalismo", as sentenças foram entre 6 meses e 3 anos de prisão, uma pena relativamente moderada no código penal comunista, mas eles foram deportados para outras cidades do país e não foram autorizados a retornar a Brașov.  Depois de 1990, até 100 condenações de prisão puderam ser documentadas até agora.
Embora a Rebelião de Brașov não tenha levado diretamente à revolução, ela desferiu um sério golpe no regime de Ceauşescu e em sua confiança nos sindicatos. Essa revolta refletiu o que o historiador Dennis Deletant chamou de "a incapacidade de Ceaușescu de prestar atenção aos sinais de alerta da crescente agitação trabalhista, mergulhando cegamente para a frente com as mesmas medidas [econômicas], aparentemente indiferentes às suas consequências". Portanto, a Rebelião de Brașov ressaltou o crescente descontentamento entre os trabalhadores contra o regime de Ceaușescu; além disso, prenunciou as revoltas populares que derrubariam o regime e o comunismo na Romênia apenas dois anos depois. (A rebelião retornou a Brașov em dezembro de 1989, quando os romenos derrubaram o regime e executaram Ceaușescu.)